# George Warren (2e baron de Tabley)
Pour les articles homonymes, voir Warren.
George Fleming Warren, 2e baron de Tabley (28 octobre 1811 - 19 octobre 1887) est un homme politique libéral britannique. Il est trésorier de la maison sous William Ewart Gladstone entre 1868 et 1872. 

## Jeunesse
Né George Fleming Leicester, il est le fils aîné de John Leicester (1er baron de Tabley), et de son épouse Georgina Maria Cottin, fille de Josiah Cottin (en). Filleul de George IV il fait ses études au Collège d'Eton et à Christ Church, Oxford. En 1832, il prend par licence royale le nom de famille de Warren au lieu de Leicester en vertu du testament de sa parente Elizabeth Warren-Bulkeley (née Warren), vicomtesse Bulkeley. 

## Carrière politique
Lord de Tabley accède à la baronnie à la mort de son père en 1827. Il siège sur les bancs libéraux de la Chambre des lords et sert successivement sous les ordres de lord Aberdeen, lord Palmerston et lord Russell en tant que Lord-in-waiting (whip du gouvernement à la chambre des lords) entre 1853 et 1858 et 1859 et 1866. En 1868, il est nommé trésorier de la maison dans la première administration libérale de William Ewart Gladstone, poste qu'il occupe jusqu'en 1872 et est admis au Conseil privé en 1869. 

## Famille

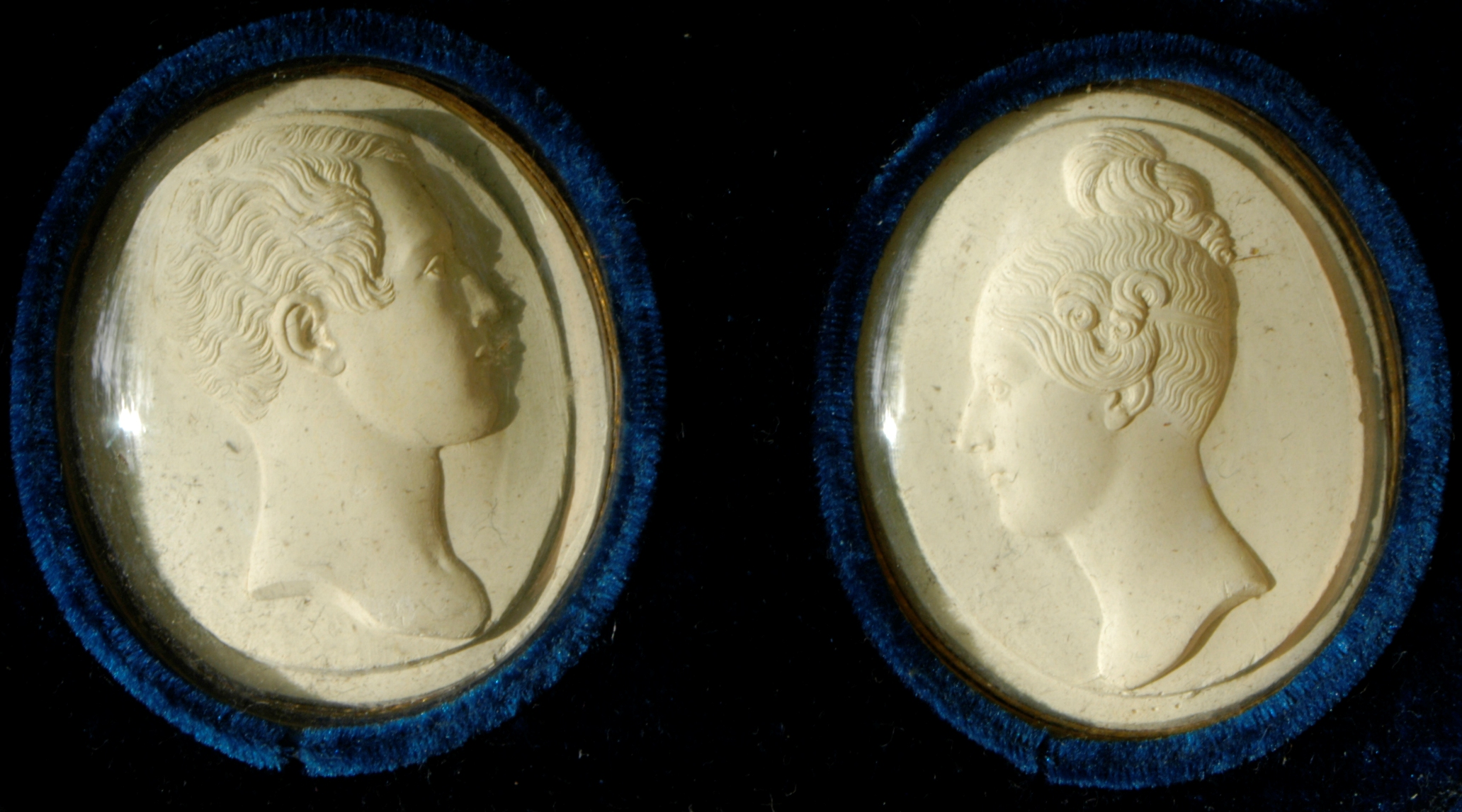
miniatures en plâtre de De Tabley et de sa femme Nina, vers 1833.

Lord de Tabley épouse Catharina Barbara 'Nina', fille de Jérôme de Salis (4e comte de Salis-Soglio) (en), en 1832. Ils ont deux fils et quatre filles: 
- John Warren (3e baron de Tabley) (1835–1895).
- Catharine Leicester (1838–1881). Enterrée à Harlington, Middlesex, à côté de sa mère. En 1884, le service des femmes de l'Hôpital Harlington, Harmondsworth et Cranford Cottage porte son nom.
- Meriel Warren (1839-1872), épouse Allen Bathurst (6e comte Bathurst) en 1862.
- Eleanor (1841-14 août 1914), épouse Baldwyn Leighton, 8e baronnet (1836-2 janvier 1897), de Loton, Shropshire, en 1864. Elle est l'héritière de son frère en 1895, et en 1900 prend le nom de Leighton-Warren. Barbara Sotheby (1870-1952), photographe et peintre, est sa fille.
- Francis Peter Leicester Warren (1842-1845).
- Margaret Warren (1847-1921), épouse Arthur Cowell-Stepney, 2e baronnet (alias Emile Algernon Arthur Keppel Cowell-Stepney) (1834-1909), de Llanelli, en 1875. Leur fille Catherine Muriel Cowell-Stepney (Mlle Alcyone Stepney) (1876–1952), est peinte par John Everett Millais. Elle épouse Stafford Howard en 1911.

Lady de Tabley est décédée en 1869. Son mari lui survit pendant dix-huit ans et est décédé en octobre 1887, à l'âge de 75 ans, pour être remplacé à ses titres par son fils aîné et unique survivant, John . 